# 주주총회
주주총회(株主總會)는 주주전원에 의하여 구성되고 회사의 기본조직과 경영에 관한 중요한 사항을 의결하는 필요적 기관이다. 주주총회는 형식상으로는 주식회사의 최고기관이며, 그 결의는 이사회를 구속하는 것이나, 총회가 결의할 수 있는 사항은 법령 또는 정관에 정하는 바에 한정된다(361조). 주주총회의 의결 사항은 임원의 임면(任免), 정관변경, 합병, 해산, 재무제표의 승인 등 중요한 것이 많다. 이 정관의 규정에 의하여 총회의 권한은 어느 정도 확대 또는 축소된다. 이와 같이 총회는 회사의 내부에 있어서 그 의사를 결정하는 것이 그 임무이며 대표이사와 같이 회사를 대표하거나 회사업무를 집행하는 것은 아니다. 주주총회는 소집시기에 따라서 정기총회와 임시총회로 나뉜다. 정기총회는 매년 1회의 일정한 시기에 또 연 2회 이상의 결산기를 정하는 회사에서는 매결산기에 소집되며(365조 1항·2항), 임시총회는 필요에 따라 수시로 소집된다(365조 3항). 주주총회의 소집은 상법에 별다른 규정이 있는 경우를 제외하고는 이사회가 결정하고(362조), 이 결정에 기하여 대표이사가 구체적인 소집절차를 밟게 된다. 주주총회를 소집함에는 회일(會日)을 정하여 2주간 전에 의결권이 없는 주주를 제외한 각 주주에 대하여 서면(書面)으로 통지를 발송하여야 하고, 그 통지서에는 회의의 목적사항을 기재하여야 한다(363조 1항·2항·4항). 또 무기명주식을 발행한 경우에는 의결권이 없는 주주를 제외하고 회일의 3주간 전에 총회를 개최한다는 뜻과 회의의 목적사항을 공고하여야 한다(363조 3항·4항). 주주총회는 정관에 다른 정함이 있는 경우를 제외하고는 본점의 소재지 또는 이에 인접한 곳에서 소집하여야 한다(364조). 주주총회의 결의사항은 보통결의, 특별결의, 특수결의 등이 있다. 법률상으로는 주주총회에 회사의 지배권이 있으나, 현실적으로는 경영자에게 지배권이 있는 경우가 많다.

## 대한민국의 주주총회

### 소집
주주총회는 회의체의 기관이므로 그 기관이 유효한 결의를 하자면 누군가가 이를 소집하여야 한다. 주주총회는 적법한 소집권자에 의하여 소집되어야 한다. 모든 회의체의 기관이 다 그렇겠지만 특히 주주총회에 관하여는 이의 소집권자가 엄격하게 규정되어 있다. 소집권자가 소정의 절차를 밟아 주주총회를 소집하였을 때에 비로소 그 총회는 유효한 결의를 할 수 있다. 주주총회의 소집권자는 (1) 이사회, (2) 소수주주, (3) 감사 또는 감사위원회, (4) 법원, (5) 그 밖에 회사가 정관으로 정한 자, (6) 총회 자체, 이렇게 여섯이다.

### 의사록
주주총회의 의사의 경과요령과 그 결과를 기재한 서면을 의사록이라 한다. 주주총회의 의사에 대하여서는 의사록을 작성함을 요하며, 의사록에는 의사의 경과요령 및 그 결과를 기재하여 의장 및 출석한 이사의 기명날인 또는 서명을 요한다(373조). 의사의 경과요령이라 함은 개회, 제안·심의의 요령, 의결방법 및 폐회 등을 말하며 그 요령만으로써 충분하므로 토의의 내용 전부를 기재할 필요는 없다. 결과라 함은 결의의 결과, 가결되었는가 부결되었는가 하는 것이다. 이사는 의사록을 본점 및 지점에 비치할 의무를 지며 주주 및 회사채권자는 영업시간 중이면 언제든지 의사록의 열람 또는 등사를 청구할 수가 있다(396조).

### 1 주 1의결권의 원칙
각 주주는 원칙적으로 1주에 대하여 1개의 의결권을 가진다(369조 1항). 상법이 특히 인정한 예외의 경우 이외에는 정관 또는 총회의 결의에 의하여서도 1주에 대하여 복수(複數)의 의결권을 인정하거나, 일정수 이상의 주식을 가진 주주의 의결권을 제한하거나 할 수는 없다. 이것을 1주 1의결권의 원칙이라고 한다. 이 원칙의 예외로서 상법이 의결권이 없는 것으로 하고 있는 것에 의결권 없는 주식(370조) 및 자기 주식(369조 2항)이 있다. 또한 이 이외의 주식이라도 총회의 결의에 대하여 특별한 이해관계가 있는 주주는 그 결의에 한하여 의결권을 행사할 수 없다(368조 4항).

### 의결권의 대리행사
대리인에 의하여 의결권을 행사하는 제도를 의결권의 대리행사라 한다. 의결권은 원칙적으로는 주주가 스스로 총회에 출석하여 행사하여야 하는 것이다. 그러나 자본적 결합체인 주식회사에 있어서는 개개의 주주 개성은 문제가 아니고 주주 중에는 의결권을 행사하고 싶어도 여러 가지 사정으로 총회에 출석하지 못하는 사람도 적지 않다. 그리하여 대리인에 의하여 의결권을 행사할 수 있음이 인정되고 있으며, 이 경우 그 대리인은 대리권을 증명하는 서면(위임장)을 회사에 제출함을 요한다(). 또 1통의 위임장에 의하여 수개의 총회에 관한 포괄대리권의 수여도 가능하다. 실제로는 주주가 총회에 출석하지 않고 자신이 적당한 대리인을 선임하여 의결권을 행사하게 하지도 않는 일이 많으므로, 총회의 소집통지와 같이 백지위임장을 주주에게 보내서 의결권의 대리권 수여를 권유하는 일이 많다.
중립투표 또는 그림자투표(shadow voting)이라는 제도는 최소 의결정족수(전체 발행주식의 25%)를 확보하지 못한 회사가 예탁결제원에 요청하면 예탁결제원이 소액주주를 대신하여 의결권을 행사하도록 하는 제도이다. 즉, 예탁결제원에서 보관하고 있는 소액주주들의 의결권을 활용하여 최소 의결정족수를 채우는 제도이다.

### 전자적 방법의 의결권 행사
2009년 상법 개정을 통해 대한민국은 전자적 방법에 의한 의결권 행사, 전자투표제를 도입하였다. 회사는 이사회의 결의로 주주가 총회에 출석하지 아니하고 전자적 방법으로 의결권을 행사할 수 있음을 정할 수 있다.(상법 제368조의4 제1항) 기업이 전자투표 관리기관인 한국예탁결제원과 계약을 맺어 전자투표시스템에 주총의 의안과 의안별 자료, 의결권 제한 내용 등을 올리면 주주들은 주총이 열리기 하루 전까지 온라인으로 투표할 수 있다. 본인 확인을 위해 범용 또는 증권거래용 공인인증서로 로그인 해야 한다. 기업은 이 결과를 통보받아 오프라인 주총 결과와 합산한 최종 결과를 시스템에 등록하고, 주주들은 온라인에서 결과를 조회할 수 있다. 한국예탁결제원은 전자투표제의 시스템 구축이 마무리됨에 따라 2010년 6월 결산법인부터 시행할 계획이다. 전자투표제의 도입을 통해 대한민국에서도 소액주주의 권리가 보장되는 시대가 본격적으로 열릴 것으로 전망된다.

### 특별 이해관계인의 의결권
의결권 없는 주식 및 자기 주식의 경우를 제외하고 주주는 일반적으로는 자유로이 의결권을 행사할 수 있으나, 총회의 결의에 관하여 특별한 이해관계가 있는 자는 의결권을 행사할 수 없다(368조 3항). 정관 또는 주주총회의 결의에 의하여서도 이에 반하는 정함은 할 수 없다. 이와 같은 주주의 의결권 행사를 인정하면 회사의 일은 생각하지 않고 자기의 이익만을 위해서 의결권을 행사할 우려가 있으며 결의의 공정을 기할 수가 없기 때문이다. 특별한 이해관계의 의미에 대해서는 다툼이 있으나 특정한 주주의 이해에 특히 관계되는 것이라고 풀이하는 것이 다수설이다. 특별한 이해관계가 있기 때문에 의결권을 행사할 수 없는 주주는 대리인에 의하여 의결권을 행사할 수도 없으며, 타인의 대리인으로서 의결권을 행사할 수도 없다.

### 보통결의
주주총회의 결의(決議)는 다수결의 원리에 의하여 형성된 주주총회의 의사표시이다. 결의는 그 성립이 선언된 때부터 주주 개인의 의사와 관계없이 주주전원과 회사의 기관담당자를 구속한다. 결의의 법적 성질에 관하여 결의는 주주들의 의결권행사가 집적된 것이고, 주주들의 의결권행사는 의사표시이므로, 이것을 법률행위로 보는 것이 통설이다. 주주총회에서 행하여지는 일반적인 결의방법이 보통결의이다.  기존에는 "총회의 결의는 본법 또는 정관에 다른 정함이 있는 경우외에는 발행주식의 총수의 과반수에 해당하는 주식을 가진 주주의 출석으로 그 의결권의 과반수로써 하여야"(1995년 개정전 상법 제368조 제1항) 하였다. 그런데 주주의 수가 많은 회사에서는 정족수를 채우는 것이 반드시 용이하지는 않았으며 또한 보통결의는 총회의 결의사항 중에서도 그다지 중요하지 않은 사항에 대한 결의방법이라는 점에서 정관으로 이 정족수를 배제하는 것이 인정되어 왔다.  실제상 거의 모든 회사가 정관으로 정족수를 배제하고 있었으며 '총회의 결의는 법령 또는 정관에 다른 정함이 있는 경우를 제외하고는 출석한 주주의 의결권이 과반수와 발행주식총수의 4분의 1 이상의 수로써 정하여야 한다'고 하는 규정을 두고 있었다.   1995년 상법 개정 시에는 이러한 현실을 반영하여,  "총회의 결의는 이 법 또는 정관에 다른 정함이 있는 경우를 제외하고는 출석한 주주의 의결권의 과반수와 발행주식총수의 4분의 1 이상의 수로써 하여야"(상법 제368조 제1항) 하도록 개정되었다. 정족수에 차지 않았거나 결의의 요건을 지키지 않았거나 하면 결의취소의 소(訴) 문제가 발생한다.

### 특별결의
주주총회의 결의사항 중에서 중요한 사항에 대해서 취해지는 결의방법을 특별결의라 한다. 이 결의는 출석한 주주의 의결권의 3분의 2 이상의 수와 발행주식 총수의 3분의 1 이상의 수로써 정하여야 한다(대한민국 상법 제434조). 이 경우의 정족수는 보통결의의 경우와는 달리 정관으로써도 배제할 수 없다. 특별결의를 필요로 하는 사항은 영업 전부 또는 중요한 일부의 양도(제374조 제1항 제1호), 사후설립(제375조), 이사·감사의 해임(제385조 1항, 제415조), 영업 전부의 임대 등(374조 2호), 전환사채의 발행에 관한 사항(513조 3항), 정관변경(433조, 434조), 자본의 감소(438조), 회사의 해산(518조), 계속(519조) 및 합병(522조) 등이다. 특별결의의 특수한 것으로서 총주주의 동의를 요하는 경우가 있다. 즉 주식회사를 유한회사로 조직변경을 하는 경우에는 총주주의 일치에 의한 결의가 필요하다(604조). 유한회사의 사원은 약간의 경우에 자본충실 의무를 부담하고 있으므로(550조, 553조), 주식회사나 유한회사로 조직을 변경함으로써 사원책임이 가중되는 결과가 되어 주주 유한책임의 원칙에 반하므로 총주주의 일치에 의한 결의가 요구되는 것이다. 또 이사·감사·발기인·청산인의 책임면제에는 총주주의 동의가 필요한데(324조, 400조. 542조 2항), 이것은 동의가 있으면 되는 것으로서 반드시 총회를 소집해서 결의하지 아니하여도 무방하다.

### 주주총회결의의 하자
상법은 주주총회 결의의 하자의 내용과 정도에 따라 결의취소소송, 결의무효확인소송, 결의부존재확인소송 등으로 구분하여 규정하고 있다.

### 판례
- 주식회사의 임시주주총회가 법령 및 정관상 요구되는 이사회의 결의 및 소집절차 없이 이루어졌다 하더라도, 주주명부상의 주주 전원이 참석하여 총회를 개최하는 데 동의하고 아무런 이의 없이 만장일치로 결의가 이루어졌다면 그 결의는 특별한 사정이 없는 한 유효하다.
- 1인 주식회사에서 실제로 주주총회를 개최한 사실이 없더라도 1인 주주에 의하여 주주총회의 결의가 있었던 것으로 주주총회의 의사록이 작성되어 있는 경우에는 결의가 있었던 것으로 볼 수 있다.
- 발행주식의 98%를 소유한 주주의 의사에 기하여 실제로는 주주총희를 거치지 않았음에도 의결이 있었던 것처럼 주주총희 의사록이 작성된 경우에 그 주주총회의 결의는 부존재한다.
- 이사와 감사 선임은 주주총회의 전속 권한이기 때문에 선임 의결 외에 별도의 임용계약은 필요 없으며 대표이사 등 회사 경영진이 주총 결의에 하자가 있다며 주총에서 선임된 이사와 감사의 임용을 거부하더라도 이사와 감사의 지위는 그대로 인정된다.[5]

## 일본의 주주총회
일본에서는 회사법 제2편 주식회사 제4장 기관 제1절 주주총회 및 종류 주주총회(제295조~328조)에서 규정하고 있다.
일본 회사법에서는 기관 구조의 유연화가 도모되고 있지만, 주주총회는 이사회와 함께 필수적인 기관이다. 이에 반하여, 이사회, 감사(381조), 감사위원회 (390 조) 등은 임의적 설치기관으로서, 이기관들이 설치되지 않을 경우에는 주주총회가 직접 이들 기관을 대체하는 기능이 있고, 특히 이사회 비설치회사에서는 주주총회의 지시하에 이사가 법률상, 법률외의 각 행위를 할 수 있게 되었다 (362조 4항). 이에 따라 소위 폐쇄회사 (공개회사가 아닌 주식회사 : 107 조)는 "이사를 주주에 한한다"고 정관에 정하는 것도 유효한 것으로 풀이된다.
주주총회의 권한은 이사회 비설치회사와 이사회 설치회사는 그 범위가 서로 다르다. 전자에서는 주식회사의 조직, 운영, 관리 및 기타 주식회사에 대한 모든 사항을 결정할 수 있다고 되어 있지만, 후자 (362 조)의 경우, 법률에 규정하는 사항과 정관에서 정한 사항에 한하여 결의를 할 수 있다.  또한 법률의 규정에 따라 주주총회의 결의를 필요로 하는 사항에 대하여 이사, 집행임원, 이사회 기타 주주총회 이외의 기관이 결정할 수 있다고 하는 내용의 정관의 규정은 그 효력이 없다 (295 조). 주주총회의 구성원은 주주이고 1주 이상 (정관에서 1단위의 주식수 규정이 있는 경우에는 1 단위 이상)의 주식이 있는 주주에 의해 구성된다.

### 개최
주주총회 개최시기에 따라 결산승인 및 그에 따른 잉여금 분배 결의와 임원의 선임을 결의하는 정기 주주총회와 합병이나 회사분할, 주식 교환 등의 중요한 결정 사항 발생시, 임시로 열리는 소위 임시 주주총회로 나뉜다.
일본에서는 3월기 결산 회사가 많은데, 이  경우, 기준일 제도의 관계 (결산일을 기준일로 설정하는 관례에 의하면, 기준일의 유효기간이 3 개월 이내로 정해져있는 데에서)에서 6월말까지 정기 주주 총회를 개최해야한다 (124 조 2 항), 이른바 집중일이라고 불리는 6월 마지막 목요일이라는 특정일에 많은 회사의 정기 주주 총회가 개최되는 경향이 있다. 이것은 총회를 특정일에 집중함으로써, 총회장의 출석을 실질적으로 배제하여 회의를 원활히 진행하려는 목적이 있었다.
2006년 5월에 시행된 회사법에서는, 동법이 위임하는 법무성령 (회사법 시행 규칙)에, 공개회사가 주주 총회의 집중일 (이것도 공공회사가 개최하는 집중일에 한함)에 총회를 개최하고, 그 밖에 다른 회사에서도, 정관의 결정과 모든 주주의 동의없이 과거에 개최되었던 장소와 상당히 떨어진 장소에서 총회를 개최하는 등의 경우는 소집 통지에서 그 이유를 설명하는 것을 의무화하고 있어 (회사법 시행 규칙 63조 1호로, 63조 2호) 집중일 개최에 대해 일정한 제도적 제동이 가해졌다.

## 같이 보기
- 슈퍼 주총데이
- 이사회
- 집중투표제